# Rolonda Watts
Rolonda Watts (ur. 12 lipca 1959 w Winston-Salem) – amerykańska aktorka.